# Вудфорд, Стюарт
Стюарт Линдон Вудфорд (англ. Stewart Lyndon Woodford; 3 сентября 1835, Нью-Йорк, Нью-Йорк, США — 14 февраля 1913, Нью-Йорк, Нью-Йорк, США) — американский юрист и политик, член Палаты представителей США и вице-губернатор штата Нью-Йорк.

## Биография
Родился 3 сентября 1835 года в городе Нью-Йорк, США. Учился в Йельском университете. В 1854 году окончил Колумбийский колледж. В нём он был членом братства Сент-Энтони-Холл. Затем изучал право, в 1857 году был принят в адвокатскую палату и начал практику в городе Нью-Йорк.
В 1860 году был избран посланником коллегии выборщиков своего штата, чтобы передать в Вашингтон голос за Авраама Линкольна на президентских выборах. В 1861 году Вурфорд был назначен помощником прокурора Южного округа Нью-Йорка и занимал эту должность около восемнадцати месяцев.
В 1862 году пошёл добровольцем в Армию Союза, где прослужил до 1865 года. За это время он стал начальником штаба генерала Куинси Гиллмора, а затем военным комендантом Чарльстона, Южная Каролина, и Саванны, Джорджия и полковником 103-го полка цветной пехоты США. 13 января 1866 года президент США Эндрю Джонсон выдвинул кандидатуру Вудфорда на  временное повышение до главного бригадира добровольцев. 12 марта 1866 года Сенат США утвердил повышение.
С 1867 по 1868 год Вудфорд был вице-губернатором Нью-Йорка, избранным в 1866 году по списку республиканцев вместе с губернатором Рубеном Фентоном. В 1870 году Вудфорд был кандидатом от республиканцев на пост губернатора, но потерпел поражение от действующего демократа Джона Хоффмана.
В 1872 году был избран в 43-й Конгресс США от Республиканской партии. Служил там с 4 марта 1873 года по 1 июля 1874 года. В том же 1872 году он был избран президентским выборщиком.
С 1877 по 1883 год он был прокурором Южного округа Нью-Йорка.
В июне 1897 года президент США Уильям Мак-Кинли назначил Вудфорда на пост посла США в Испании. Испания разорвала дипломатические отношения с США 21 апреля 1898 года, и в тот же день Вудфорд покинул свой пост.
14 февраля 1913 года Вурфорд умер из-за болезни сердца, будучи в своём доме в Нью-Йорке. Похоронен в Стамфорде, штат Коннектикут, на Вудлендском кладбище.